# Strena
 (mai 2006).
Améliorez-le ou discutez des points à vérifier. 
Strenia, Strenua ou Strena est la déesse du Nouvel An, de la purification et du bien-être.
Le mot Étrennes vient sans doute des cadeaux offerts venant d'un bois consacré à la déesse Strena. Déjà, à l'époque romaine des offrandes, des cadeaux, des bois précieux qu'on avait trouvés dans ce bois étaient offerts en début d'année aux personnes de mérite. On échangeait aussi des pièces grecques.